# Tra tấn và thiến một tù nhân chiến tranh người Ukraine ở Pryvillia
Tháng 7 năm 2022, một đoạn video đã được tung lên mạng ghi lại cảnh các quân nhân Nga có hành vi tra tấn, thiến và giết chết một tù binh Ukraina tại viện điều dưỡng của thành phố Pryvillia. Giữa lúc Nga xâm lược Ukraina năm 2022, đoạn video đã gây ra sự bất bình cho quốc tế và bị một số cơ quan nhân quyền lên án mạnh mẽ. Đại diện của cả Ukraina và Hoa Kỳ đều mô tả sự kiện này là một tội ác chiến tranh.

## Sự xuất hiện của video
Ngày 28 tháng 7 năm 2022, một đoạn video được đăng lên một kênh Telegram ở Nga mang tên "Cargo 200, death to Ukrainians" xuất hiện cảnh một người lính Nga đang tra tấn và thiến một tù nhân chiến tranh Ukraina. Từ đầu đến cuối video, danh tính của nạn nhân không được biết rõ, tuy nhiên, video có cảnh quay chất lượng cao và toàn bộ các cảnh đều mang đậm sắc thái bạo lực cực đoan.
Phần đầu đoạn video, nạn nhân liên tục bị giẫm đạp khiến họ bất tỉnh trước khi bị một nhóm quân Nga chế nhạo, khống chế, trói và bịt miệng. Nhân vật phạm tội chính của video, có dáng người thấp, chắc nịch và đội một chiếc mũ rộng vành, tiến gần về phía nạn nhân. Người đàn ông đeo găng tay phẫu thuật xanh, cầm một chiếc dao rọc giấy và dùng nó để rạch quần nạn nhân, để lộ bộ phận sinh dục. Sau đó là cảnh nạn nhân giãy dụa và rên rỉ, nhân vật cầm dao cứa nhiều đường vào bộ phận sinh dục của nạn nhân, cuối cùng cắt rời hoàn toàn dương vật và tinh hoàn, đưa lên trước camera và ném xuống đất gần đó.
Vào ngày hôm sau, một đoạn video khác được cho là góc quay khác của sự kiện, cũng với nạn nhân và nhân vật phạm tội đó, được đăng lên các kênh của Nga. Nạn nhân nằm sấp mặt và trong trạng thái không tỉnh táo hoàn toàn, binh lính Nga tiến lại dán băng đen vào miệng tù nhân Ukraina và ném bộ phận sinh dục bị cắt rời về phía trước mặt nạn nhân. Sau đó, cả nhóm người kéo nạn nhân bằng sợi dây trói ở chân anh ta xuống hào, nhân vật phạm tội chính xuất hiện bắn một phát vào đầu nạn nhân.

## Điều tra của Bellingcat
Vào ngày 5 tháng 8 năm 2022, một nhóm báo chí điều tra độc lập chuyên về xác minh thực tế và tình báo nguồn mở (OSINT) mang tên Bellingcat báo cáo rằng những video trên có định vị địa lý đến Viện điều dưỡng Pryvillia, nằm ở thành phố Pryvillia, tỉnh Luhansk, và đã thực hiện một cuộc phỏng vấn với thủ phạm qua điện thoại. Pryvillia đã bị lính Nga chiếm đóng từ đầu tháng 7 năm đó. Cuộc điều tra cũng chỉ ra rằng video không có bằng chứng giả mạo hoặc chỉnh sửa.

## Phản ứng

### Ukraina
Ombudsman Dmytro Lubinets đã nộp đơn lên văn phòng Tổng công tố Ukraina để điều tra các tội ác chiến tranh vi phạm Công ước Geneva. Ông cũng đã yêu cầu Ủy ban chống tra tấn của Liên hợp quốc và Ủy ban phòng chống tra tấn của châu Âu có chuyến thăm khẩn cấp tới Nga và vùng chiếm đóng Ukraina. Những hành động này nhằm mục đích thu thập bằng chứng và buộc thủ phạm phải chịu trách nhiệm.

### Quốc tế
Đại diện cấp cao của EU Josep Borrell đã đưa ra một tuyên bố vào ngày 29 tháng 7 mô tả nội dung của video là "kinh hoàng" và "sự hung bạo tàn khốc". Cùng ngày, Marie Struthers, Giám đốc Tổ chức Ân xá Quốc tế tại Đông Âu và Trung Á, cho biết: "Cuộc tấn công khủng khiếp này là một ví dụ rõ ràng khác về việc lực lượng Nga hoàn toàn coi thường mạng sống và nhân phẩm con người ở Ukraina. Tất cả những nghi phạm cho trách nhiệm hình sự phải được điều tra và, nếu có đủ bằng chứng hợp lệ, sẽ bị truy tố trong các phiên tòa xét xử công bằng trước các tòa án dân sự thông thường và không cần đến hình phạt tử hình." Phái đoàn Giám sát Nhân quyền của Liên Hợp Quốc tại Ukraina (HRMMU) đã đưa ra một tuyên bố trên Facebook cho biết: 
"HRMMU kinh hoàng trước những video gần đây, dường như là cảnh một người đàn ông, có vẻ là thành viên của lực lượng vũ trang Nga hoặc các nhóm vũ trang trực thuộc, đánh đập, thiến và bắn một người lính bị bắt từ Lực lượng vũ trang Ukraina. Trong video, người lính bị tra tấn dường như bị bắn vào đầu và thi thể bị kéo xuống hào. Nếu được xác nhận, những hành động này sẽ cấu thành tội ác chiến tranh."